# Rousseauovo pojetí demokracie

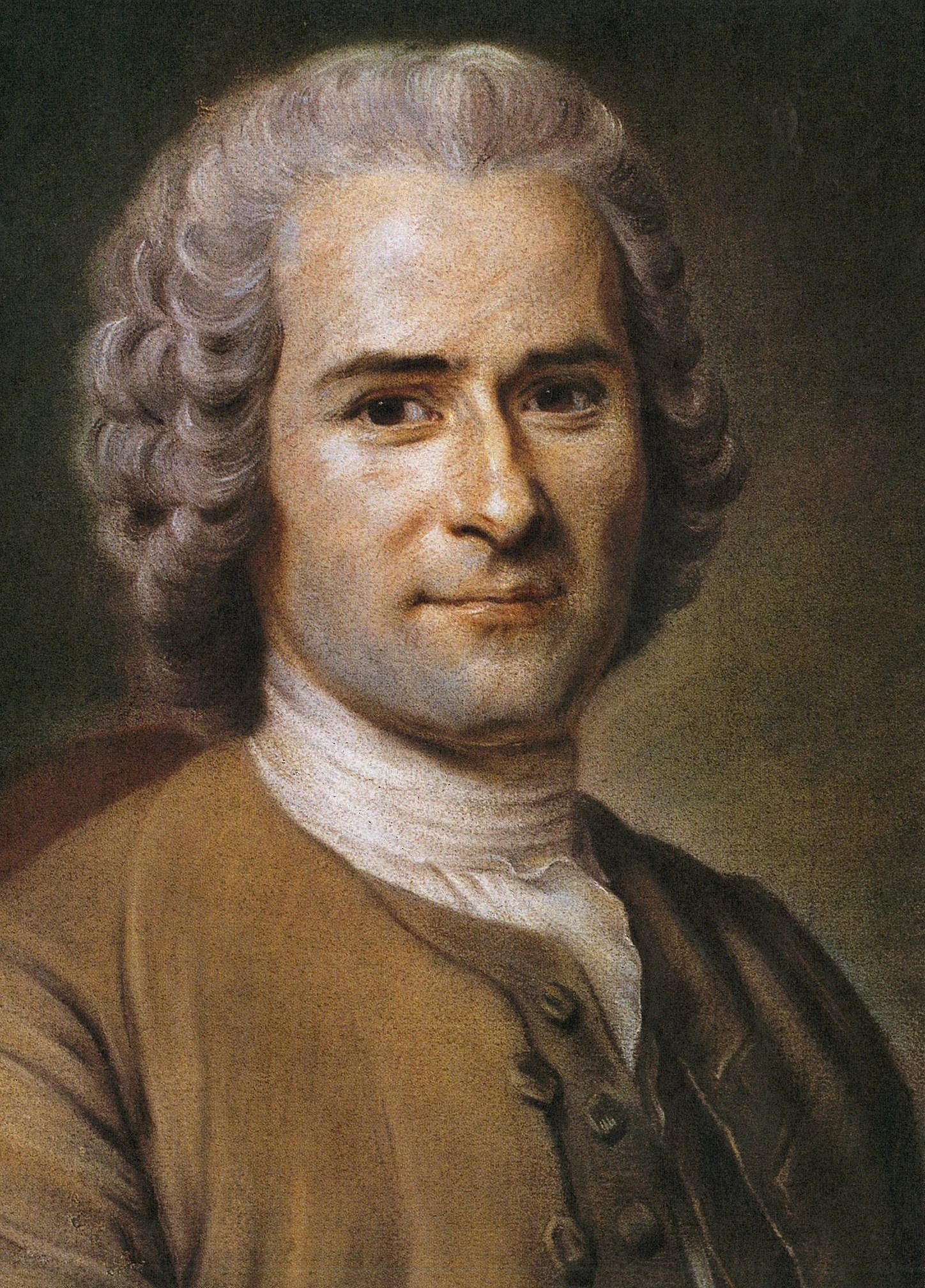
Jean-Jacques Rousseau.

Rousseauovo pojetí demokracie je radikálním konceptem přímé demokracie.

## Úvod
Jean-Jacques Rousseau se narodil v jedné z městských republik Ženevě. Své východisko v náhledu na pojetí republiky spatřuje v moci lidu a jeho teorie týkající se republikanismu je proto také považována za jednu z teorií demokracie, a to velmi radikálního charakteru. Ústředním bodem jeho konceptu je participace všech občanů na vládě.
Rousseau vychází z doslovného překladu slova demokracie a chápe ji tedy jako vládu lidu, který se podílí na výkonné moci – vládě. Pokud tomu tak bude, pak ale není možné, aby demokracie existovala:
| „                                                                | Bereme-li výraz demokracie v přísném slova smyslu, pak nikdy pravá demokracie neexistovala a nikdy nebude existovat, protože je proti přirozenému řádu, aby velký počet vládl a malý počet byl ovládán. | “ |
| — Jean-Jacques Rousseau Rozpravy (1989), Praha: Svoboda, s. 273. | |   |

Z tohoto textu vyplývá, že  lid neumí vládnout sám nad sebou.

### Východiska demokracie
Vláda v demokratických společnostech  by mohla existovat jen za těchto  předpokladů:
- Společnosti jsou velmi malé celky, v nichž se všichni občané osobně znají.
- Ve společnostech je nastolena vláda „prostoty mravů“, což zajišťuje umírněné veřejné debaty.
- Příslušníci společností jsou stejně bohatí a mají stejnou moc (hodnost).
- Společnosti neznají přepych.[1]

Tyto podmínky jsou realizovány jen ve výjimečných případech, a tak Rousseau píše:
| „                                                                | …demokraticky by si mohl vládnout jen národ bohů. Vláda tak dokonalá se nehodí pro lidi. | “ |
| — Jean-Jacques Rousseau Rozpravy (1989), Praha: Svoboda, s. 274. |                                                                                          |   |

## Moc výkonná a moc zákonodárná
Rousseau odlišuje v teorii republikanismu vládu (moc výkonnou) a zákonodárství.  Legislativec definuje obecná pravidla, které musí dodržovat všichni členové společnosti. Vláda má ve svých rukou správu státu a koná konkrétní rozhodnutí, která se dotýkají občanů. Demokracie je podle myslitele ústavní formou, v níž výkonnou moc (či „knížete“, jak také píše) tvoří lid. 

### Společenská smlouva
Rousseau se ptá, kdo má oprávnění k vydávání zákonů? Odpověď  je obsažená v teorii společenské smlouvy, kterou filosof vypracoval. Nejistota jednotlivce ve stavu před uzavřením společenské smlouvy ho nutí, aby takovou smlouvu uzavřel. Tím dochází k částečné směně, kdy jedinec odevzdá svá práva ve prospěch společenství, které mu zajistí ochranu a bezpečnost. Smluvní akt je čin svobodný, kdy se jedinec zříká prosazovat svou vlastní vůli a přijímá podřízení se vůli celého tělesa společnosti, jehož je součástí.
Vůle, která je společnou vůlí celého tělesa a je vedena obecným zájmem, se označuje jako obecná vůle. Ta se obvykle liší od vůle a zájmu jednotlivce, ale i skupin jedinců, ba dokonce může být odlišná od vůle všech.  
Ti jedinci, kteří podepsali společenskou smlouvu, a nikdo jiný, konstituují lid. Ten vytváří jednotu na bázi svého společného zájmu. Z toho lze vyvodit, že obecná pravidla  – zákony, jsou předmětem obecné vůle, tedy jsou vůlí lidu jako celku, který je suverénem.Právě tento bod hovořící o suverenitě lidu je hlavním stavebním kamenem rousseauovské filosofie státu.  Vůle jednotlivce nemůže být neustále totožná s vůlí obecnou. Stejně jako jednotlivec nemůže svou vůli delegovat na jiného příslušníka lidu (druhý totiž nebude vždy prosazovat jeho vůli), tak i lid jako suverén nemůže předat svou vůli. 
Z toho pramení toto resumé:
Svrchovaná moc – lid – se nemůže nechat zastupovat.
Vydávat zákony má právo výlučně lid. Zastoupení lidu ve smyslu parlamentu tak nepřichází v úvahu, neboť zákony musí být schváleny přímo všemi členy lidu:
| „                                                                                 | Každý zákon, který osobně lid neschválil, je neplatný: není to zákon. | “ |
| — Jean-Jacques Rousseau O společenské smlouvě. (1949), Praha: V. Linhart, s. 108. |                                                                       |   |

To je podstata  přímé teorie demokracie, v níž lid je suverénem a jediným zákonodárcem. Protože dává vzniku zákonům a vytváří obecnou vůli, nemá právo na vládnutí. Vládnout totiž představuje vykonávat konkrétní rozhodnutí, která se liší od obecné vůle. Pokud by lid uchopil i vládu  obce, pak se setře rozdíl mezi obecným a jednotlivým. Úkolem lidu tak je zvolit si ze svého středu vládce. Ten pak musí dodržovat zákony, které předtím schválil lid. Stát, v němž vládce jedná v souladu se zákony, nazývá Rousseau republikou. Republikou je tedy každý stát, v němž vláda respektuje suverenitu lidu a obecnou vůli.  Může se jí stát jak demokracie, tak i aristokracie nebo monarchie. Výběr formy vlády závisí na specifických podmínkách, především na velikosti státu. Demokracie je nejvhodnější v malých státech, pro středně veliké státy je nejlepší aristokracie a pro ty největší pak monarchie.  V monarchiích se může lid rozhodnout ustavit dědičnou vládu.

## Pojetí demokracie
Rousseau rozlišuje dvojí pojetí demokracie:
1. Demokracie jako forma vlády, v níž výkonnou moc zastává lid. V tomto smyslu hovoří přímo o termínu demokracie.
2. Demokracie jako suverenita lidu. V tomto smyslu nehovoří přímo o termínu demokracie, ale používá jako nejbližšího ekvivalentu – pojem republika. Platí podmínka, že jakékoli legitimní politické zřízení je založeno na souhlasu lidu.[8]

## Aplikace v reálných zřízeních
Centrální myšlenka, že lid má právo na přímou svrchovanost byla zakotvena jen v některých systémech. Například ve francouzské ústavě z roku 1793, nebo v lidových shromážděních Švýcarska.  